# Platymetopius minor
Platymetopius minor är en insektsart som beskrevs av Vilbaste 1961. Platymetopius minor ingår i släktet Platymetopius och familjen dvärgstritar. Inga underarter finns listade i Catalogue of Life.